# Jan Stachura
Jan Stachura (* 24. September 1948 in Łowiczki) ist ein ehemaliger polnischer Radrennfahrer.

## Sportliche Laufbahn
Stachura war im Straßenradsport und im Querfeldeinrennen (heutige Bezeichnung Cyclocross) aktiv. Mit 18 Jahren begann er mit dem Radsport. 1970 wurde er Sieger der Polen-Rundfahrt vor Czesław Polewiak mit einem Etappensieg. 1967 war er 13. und 1969 7. in der Rundfahrt geworden. 1969 bestritt er mit der Nationalmannschaft die Tour de l’Avenir. Im britischen Milk Race gewann er 1970 eine Etappe. Im Circuit de Lorraine wurde er Zweiter hinter Andrzej Kaczmarek. Er war Teilnehmer der Cyclocross-Weltmeisterschaften 1967, wobei er das Rennen nicht beendete.